# Liste der Naturdenkmäler im Bezirk Vöcklabruck
Die Liste der Naturdenkmäler im Bezirk Vöcklabruck listet die als Naturdenkmal ausgewiesenen Objekte im Bezirk Vöcklabruck im Bundesland Oberösterreich auf. Bei den 51 Naturdenkmälern handelt es sich großteils um geschützte Bäume oder Baumgruppen.

## Naturdenkmäler
| Foto |                 | Name                                                                  | ID    | Standort | Beschreibung | Fläche  | Datum      |
| ---- | --------------- | --------------------------------------------------------------------- | ----- | --- | --- | ------- | ---------- |
| 1    | Datei hochladen | 2 Eiben in Attersee                                                   | nd299 | Attersee am Attersee KG: Attersee GrStNr: 17/9; 17/11 Standort | Die Eiben (Taxus baccata) befinden sich nahe der Schiffsanlegestelle im Bereich einer Minigolfanlage. Sie sind von Fichten und Birken umgeben und zeichnen sich durch einen schönen Wuchs aus. Die Eibe auf der Grundstücksnummer 17/9, bei der es sich um einen Rest der ursprünglichen Ufervegetation des Attersees handeln dürfte, wies zum Unterschutzstellungszeitpunkt einen Stammumfang von 2,50 m in einem Meter Höhe, einen Kronendurchmesser von rund 11 Metern und eine Höhe von etwa 13 Meter auf.Anmerkung: Originalbescheid von GstNr. 17/2 (geändert auf 17/11) fehlt                                                                         |         | 22.04.1985 |
| 1    | Datei hochladen | Gerichtslinde am Burggraben                                           | nd383 | Attersee am Attersee KG: Attersee GrStNr: 48/1 Standort | Die weithin sichtbare Winterlinde steht am Burggraben in der Nähe der Pfarrkirche von Attersee. Zum Zeitpunkt der Unterschutzstellung hatte sie eine Höhe von rund 30 m, einen Kronendurchmesser von rund 15 m und einen Stammumfang in 1 m Höhe von rund 5 m. |         | 31.03.1988 |
| 1    | Datei hochladen | 2 Kapellenlinden                                                      | nd382 | Attersee am Attersee KG: Abtsdorf GrStNr: 923/2 Standort | Die beiden Sommerlinden stehen zu beiden Seiten einer Kapelle an einer Wegkreuzung. Zum Zeitpunkt der Unterschutzstellung hatten die Bäume eine Höhe von rund 25 m und Stammumfänge in 1 m Höhe von 3,25 und 2,8 m.Anmerkung: Falscher Bescheid in Naturschutzbuch-Datenbank verlinkt |         |            |
| 1    | Datei hochladen | 2 Kirchenlinden                                                       | nd384 | Attersee am Attersee KG: Attersee GrStNr: 52/2 Standort | Die beiden Sommerlinden neben der Pfarrkirche Attersee hatten zum Zeitpunkt der Unterschutzstellung je einen Stammumfang von 2,8 m, eine Stammhöhe von 25 m und einen Kronendurchmesser von rund 25 m. |         | 06.04.1988 |
| 1    | Datei hochladen | Baumreihe in Aufham                                                   | nd573 | Attersee am Attersee KG: Attersee GrStNr: 594/2; 594/36; 594/37 Standort                                                                                              | Das Naturdenkmal umfasst 5 Stieleichen (Quercus robur) in der Ortschaft Aufham, 50 m westlich der Attersee Straße. Die landschaftsprägenden Bäume hatten zum Zeitpunkt der Unterschutzstellung Höhen von 20 bis 25 m, Stammumfänge von 3,5 bis 4,5 m und Kronendurchmesser von durchschnittlich 14 m. |         | 05.10.1999 |
| 1    | Datei hochladen | 5 Linden                                                              | nd386 | Attnang-Puchheim KG: Attnang-Puchheim GrStNr: 1265 Standort | Das Naturdenkmal besteht aus einer Gruppe von fünf nah beieinander stehenden Winterlinden. Zum Zeitpunkt der Unterschutzstellung hatten die Bäume eine Höhe von rund 26 m, einen gemeinsamen Kronendurchmesser von 24 m und Stammumfänge in Brusthöhe von 1,9 bis 3 m. |         | 19.11.1987 |
| 1    | Datei hochladen | Schloßbuche                                                           | nd281 | Attnang-Puchheim KG: Attnang-Puchheim GrStNr: 238/3 Standort | Die mächtige Blutbuche steht im Hof des Schlosses Puchheim. Zum Zeitpunkt der Unterschutzstellung hatte sie eine Stammhöhe von rund 20 m, einen Kronendurchmesser von rund 20 m und einen Stammumfang in 1 m Höhe von 3,05 m. In rund 4 m Höhe verzweigen sich die Äste. |         | 17.12.1984 |
| 1    | Datei hochladen | Schloßlinde                                                           | nd388 | Attnang-Puchheim KG: Attnang-Puchheim GrStNr: 238/3 Standort | Die Sommerlinde im Hof des Schlosses Puchheim hatte zum Zeitpunkt der Unterschutzstellung eine Stammhöhe von rund 20 m, einen Kronendurchmesser von rund 15 m und einen Stammumfang in 1 m Höhe von 3 m. Der Baum wurde 1881 gepflanzt, nachdem sein Vorgänger wegen des schlechten Zustandes gefällt werden musste. Dabei handelte es sich um eine riesige alte Linde, deren ausgestreckte Äste vier Stockwerke bildeten. Auf diesen wurden in der Mitte des 19. Jahrhunderts Bretterböden verlegt, die über Stiegen und Leitern erreicht werden konnten und die mit Geländern gesichert waren. So konnte der Baum gleichzeitig bis zu 140 Personen tragen. |         | 30.06.1988 |
| 1    | Datei hochladen | Ulme                                                                  | nd658 | Attnang-Puchheim KG: Attnang-Puchheim GrStNr: 251 Standort | Die Bergulme steht an der Zufahrt zum Schloss Puchheim in einer landschaftsprägenden Baumgruppe mit Lärche, Birke und Buchen. Mit einem Stammumfang von 4,5 m, einem Kronendurchmesser von 25 m und einer Höhe von rund 25 m ist die Ulme eines der stärksten Exemplare ihrer Art in Oberösterreich. |         | 16.07.2009 |
| 1    | Datei hochladen | Feuchtwiese im Redltal                                                | nd556 | Fornach KG: Fornach GrStNr: 165/2; 168 Standort | Die Niedermoorwiese Strawiesen am Fornacher Redlbach ist eine mit Torfmooren durchsetzte Wiese, in der zahlreiche Pflanzenarten vorkommen, die sowohl für magere Feuchtwiesen, als auch für Hoch- und Zwischenmoore typisch sind, darunter Moor-Preiselbeere, Weißes Schnabelried, Breitblättriges Wollgras, Breitblättriges Knabenkraut, Trollblume und Fieberklee. | 1,06 ha | 20.05.1997 |
| 1    | Datei hochladen | Linde beim Gasthaus Hochlehen                                         | nd045 | Fornach KG: Fornach GrStNr: 493 Standort | Die mehrere hundert Jahre alte Winterlinde teilt sich bereits in einer Höhe von 1 m in drei stammstarke Hauptäste, der Stammumfang beträgt in dieser Höhe 5,7 m, der Kronendurchmesser 16 m und die Höhe rund 26 m. |         | 03.04.1965 |
| 1    | Datei hochladen | Weide beim Redlbach in Dorf                                           | nd634 | Frankenburg am Hausruck KG: Frankenburg GrStNr: 2086/2 Standort | Die mächtige Silberweide am Ufer des Redlbachs hatte zum Zeitpunkt der Unterschutzstellung eine Höhe von rund 27 m, einen Kronendurchmesser von 17 m und einen Stammumfang in 1 m Höhe von mehr als 4 m. Ihr Alter wird auf 120 bis 150 Jahre geschätzt. |         | 10.09.2003 |
| 1    | Datei hochladen | 2 Linden                                                              | nd348 | Frankenmarkt KG: Frankenmarkt GrStNr: 646/51 Standort | Die direkt nebeneinander stehenden, weithin sichtbaren Winterlinden hatten zum Zeitpunkt der Unterschutzstellung eine Höhe von rund 30 m, einen gemeinsamen Kronendurchmesser von 25 m und einen Stammumfang in 1 m Höhe von 4,5 bzw. 3,1 m. Die Äste verzweigen sich bei der ersten Linde in 2 m, bei der zweiten in 7 m Höhe. |         | 16.04.1986 |
| 0 BW | Datei hochladen | Esche in Frankenmarkt                                                 | nd563 | Frankenmarkt KG: Frankenmarkt GrStNr: 158/1 Standort | Die ortsbildprägende Silberweide stand ursprünglich am Ufer der mittlerweile verlegten Vöckla. Zum Zeitpunkt der Unterschutzstellung hatte sie eine Höhe von rund 35 m, einen Kronendurchmesser von 20 m und einen Stammumfang in 1 m Höhe von 4,5 m. Ihr Alter wurde auf 150 Jahre geschätzt. Die 20 m südlich davon stehende Esche hatte zum selben Zeitpunkt eine Höhe von über 30 m und einen Stammumfang in 1 m Höhe von 2,8 m. |         | 14.12.1998 |
| 1    | Datei hochladen | Winterlinde (Tilia cordata)                                           | nd385 | Frankenmarkt KG: Stauf GrStNr: 1146/1 Standort | Das Naturdenkmal vor Schloss Stauff umfasste ursprünglich zwei Linden und eine Rotbuche. Eine der Linden wurde bei einem Sturm im Juni 1999 zerstört, der Schutz der Rotbuche wurde 2011 wegen ihres schlechten Zustands widerrufen. Die noch vorhandene Winterlinde hat eine Höhe von rund 20 m, einen Kronendurchmesser von 15 m, einen Stammumfang in 1 m Höhe von 4 m und ein geschätztes Alter von 130 Jahren. |         | 22.03.1988 |
| 1    | Datei hochladen | Winterlinde                                                           | nd434 | St. Georgen im Attergau KG: St. Georgen im Attergau GrStNr: 3124/1 Standort                                                                                           | Die landschaftsprägende Winterlinde vor der Ortschaft Lohen hatte zum Zeitpunkt der Unterschutzstellung eine Höhe von 21 m, einen Kronendurchmesser von 15 m und einen Stammumfang in 1 m Höhe von 3,85 m. In einer Höhe von 1 m verzweigt sie sich in zwei Hauptäste. Ihr Alter wurde auf rund 100 Jahre geschätzt. |         | 04.03.1991 |
| 1    | Datei hochladen | Kapellenlinde                                                         | nd286 | Gampern KG: Baumgarting GrStNr: 3149 Standort | Die Winterlinde steht neben einer Kapelle direkt neben der B 1. Zum Zeitpunkt der Unterschutzstellung hatte sie einen Stammumfang in 1 m Höhe von 4,4 m und ein geschätztes Alter von rund 200 Jahren. |         | 21.01.1985 |
| 1    | Datei hochladen | Ortslinde                                                             | nd257 | Innerschwand am Mondsee KG: Innerschwand GrStNr: 1204 Standort | Die Sommerlinde im Ortszentrum von Loibichl hatte zum Zeitpunkt der Unterschutzstellung eine Höhe von rund 28 m, einen Kronendurchmesser von rund 14 m und einen Stammumfang in 1 m Höhe von 3,1 m. Das Alter wurde auf rund 250 Jahre geschätzt. |         | 17.05.1984 |
| 1    | Datei hochladen | Alte Eiche in Manning                                                 | nd427 | Manning KG: Manning GrStNr: 602 Standort | Die freistehende, landschaftsprägende Stieleiche hatte zum Zeitpunkt der Unterschutzstellung eine Höhe von 22 m, einen Kronendurchmesser von 21 m und einen Stammumfang von 3 m. |         | 14.02.1991 |
| 1    | Datei hochladen | Linde bei der Hilfbergkirche                                          | nd228 | Mondsee KG: Mondsee GrStNr: 12/1 Standort | Die große, schön gewachsene Sommerlinde steht neben der Hilfbergkirche und ist vom Mondsee aus gut zu sehen. Zum Zeitpunkt der Unterschutzstellung hatte sie eine Höhe von rund 20 m und einen Stammumfang von 3,2 m. |         | 07.12.1983 |
| 1    | Datei hochladen | Lindenallee in Mondsee                                                | nd546 | Mondsee KG: Mondsee GrStNr: 1/1; 4/1; 284/2 Standort | Die Allee aus 42 Linden und drei Kastanienbäumen verläuft am südlichen Ortsende von Mondsee in Nord-Süd-Richtung zum Mondsee. Die Linden sind rund 25 bis 30 m hoch und haben Stammumfänge von mehreren Metern. Die Allee ist ein besonders landschaftsprägendes Element und hat hohe ökologische Bedeutung für das Bioklima und als Lebensraum für verschiedene Tierarten. Sie hat großen Seltenheitswert, da Alleen mit diesem Alter und dieser Bestandsdichte in ganz Oberösterreich kaum noch vorhanden sind. |         | 31.08.1995 |
| 0 BW | Datei hochladen | Ahorn am Campingplatz in Nußdorf                                      | nd536 | Nußdorf am Attersee KG: Nussdorf GrStNr: 171/5; 172/1 Standort | Der Bergahorn hatte zum Zeitpunkt der Unterschutzstellung eine Höhe von rund 25 m, einen Kronendurchmesser von 19 m, einen Stammumfang in 1 m Höhe von 1,25 m und ein geschätztes Alter von rund 250 Jahren. |         | 16.05.1994 |
| 1    | Datei hochladen | Weißpappel bei der Schiffsanlegestelle in Nußdorf                     | nd254 | Nußdorf am Attersee KG: Nussdorf GrStNr: 2755/5 Standort | Die Weißpappel steht in lockerem Verband mit mehreren Ahornen, Rosskastanien und anderen Bäumen, übertrifft diese jedoch deutlich an Größe. Vermutlich handelt es sich bei der Pappel um ein Relikt der ursprünglichen Ufervegetation des Attersees. Zum Zeitpunkt der Unterschutzstellung hatte sie eine Höhe von rund 20 m, einen Kronendurchmesser von rund 23 m und einen Stammumfang in 1 m Höhe von 5,4 m. Der Stamm verzweigt sich in rund 1,6 m Höhe. |         | 05.04.1984 |
| 0 BW | Datei hochladen | Feuchtwiese am Riedelbach                                             | nd545 | Oberhofen am Irrsee KG: Rabenschwand GrStNr: 1806 Standort | Die bewirtschaftete Feuchtwiese am Riedelbach gehört zum Komplex der Verlandungsmoore am Nordufer des Irrsees. Es handelt sich vorwiegend um eine Pfeifengras- und eine Kohldistelwiese, die zusammen mit den umliegenden Wiesen große Bedeutung für Wiesen-Brutvögel, insbesondere den Großen Brachvogel, hat. | 2 ha    | 18.07.1995 |
| 1    | Datei hochladen | Allee in Maurachen                                                    | nd200 | Pfaffing KG: Pfaffing GrStNr: 1003/4;1004/1; 2677 Standort | Die Hainbuchen, Linden und Stieleichen stehen auf einer Länge von 50 m zu beiden Seiten, anschließend für weitere 100 m nur an der Ostseite eines Weges. Die alten Hainbuchen erreichen Stammumfänge bis 1 m, was für diese Baumart bemerkenswert ist. Das Gehölz entspricht in seiner Zusammensetzung einem ursprünglichen Wald in warmen Tieflagen. |         | 12.08.1983 |
| 1    | Datei hochladen | Stieleiche in Neudorf                                                 | nd564 | Regau KG: Neudorf GrStNr: 574 Standort | Die Stieleiche hatte zum Zeitpunkt der Unterschutzstellung eine Höhe von rund 24 m und einen Stammumfang in 1 m Höhe von 5,5 m. Die Äste verzweigen sich in einer Höhe von rund 4 m und bilden eine schöne kugelförmige Krone mit rund 24 m Durchmesser. Da die Eiche völlig frei in einem intensiv landwirtschaftlich genutzten Gebiet steht, ist sie nicht nur landschaftsprägend, sondern auch wichtig für Vögel. |         | 15.12.1998 |
| 1    | Datei hochladen | Friedhofs-Esche                                                       | nd278 | Seewalchen am Attersee KG: Seewalchen GrStNr: 1977 Standort | Die Esche am östlichen Rand des Friedhofs hatte zum Zeitpunkt der Unterschutzstellung eine Höhe von rund 30 m, einen Kronendurchmesser von rund 28 m und einen Stammumfang in 1 m Höhe von 4,7 m. |         | 20.10.1984 |
| 1    | Datei hochladen | Friedhofs-Esche                                                       | nd280 | Seewalchen am Attersee KG: Seewalchen GrStNr: 1978 Standort | Die Esche am Rand des Friedhofs hatte zum Zeitpunkt der Unterschutzstellung eine Höhe von rund 30 m, einen Kronendurchmesser von rund 33 m und einen Stammumfang in 1 m Höhe von 5,7 m. |         | 22.10.1984 |
| 1    | Datei hochladen | Eiche                                                                 | nd122 | Seewalchen am Attersee, Atterseestraße 61 KG: Seewalchen GrStNr: 1963/3 Standort                                                                                      | Die rund 400 Jahre alte Stieleiche steht auf Privatgrund am Ufer des Attersees und ist weder öffentlich zugänglich noch von der Straße aus einsehbar. |         | 10.12.1979 |
| 1    | Datei hochladen | Linde                                                                 | nd580 | Seewalchen am Attersee, Promenade 6 KG: Seewalchen GrStNr: 2026 Standort                                                                                              | Die Sommerlinde hatte zum Zeitpunkt der Unterschutzstellung eine Höhe von rund 27 m, einen Kronendurchmesser von 14 m, einen Stammumfang in 1 m Höhe von 3,75 m und ein geschätztes Alter von 120 Jahren. Die hohe, weithin sichtbare Linde ist beliebtes Anflugsziel und Brutplatz für zahlreiche Vögel. |         | 09.10.2000 |
| 1    | Datei hochladen | Linden beim Lindenhof                                                 | nd013 | St. Georgen im Attergau, Attergaustraße 74 KG: St. Georgen im Attergau Standort                                                                                       | Die beiden nahe beieinander stehenden Sommerlinden waren zum Zeitpunkt der Unterschutzstellung rund 30 m hoch und rund 250 Jahre alt. |         | 18.09.1959 |
| 1    | Datei hochladen | Sommerlinde                                                           | nd036 | St. Georgen im Attergau KG: St. Georgen im Attergau GrStNr: 79 Standort                                                                                               | Die Sommerlinde auf einer Straßeninsel weist einen besonders geraden Stamm und eine schöne Krone auf. |         | 28.05.1963 |
| 1    | Datei hochladen | Harnischwand einschließlich des darüber befindliche Gletscherschliffs | nd054 | St. Lorenz KG: St. Lorenz GrStNr: 2370/3 Standort | Die 18 m hohe, glattgeschliffene Felswand an der Mondsee Straße am südwestlichen Ufer des Mondsees wurde beim Ausbau der Straße 1959 freigelegt. Es handelt sich um einen Harnisch, eine tektonische Verwerfungsfläche, entlang der bei der Gebirgsbildung der Alpen Verschiebungen im Gesteinskörper stattgefunden haben. An der Oberkante der Felswand befindet sich ein schön geformter Gletscherschliff mit tief eingekerbten Rillen. |         | 15.12.1966 |
| 1    | Datei hochladen | Kirchenlinde                                                          | nd157 | St. Lorenz KG: St. Lorenz GrStNr: 2047 Standort | Die Sommerlinde vor der Westfassade der Filialkirche St. Lorenz hatte zum Zeitpunkt der Unterschutzstellung eine Höhe von rund 26 m, einen Kronendurchmesser von rund 20 m und einen Stammumfang in 1 m Höhe von 5,6 m. Als typisches Beispiel einer Dorflinde stellt sie neben dem biologischen auch einen kulturellen Wert dar. |         | 20.10.1980 |
| 0 BW | Datei hochladen | Klausbachhöhle in der Drachenwand bei St. Lorenz                      | nd613 | St. Lorenz KG: St. Lorenz Standort | Die Höhle (Katasternummer 1532/2) liegt am Fuß der Drachenwand auf 640 m ü. A. Im Eingangsbereich finden sich postglaziale Sedimente sowie Schichten mit urgeschichtlichen Funden aus der Hallstatt- und Latènezeit. Ein immer wieder auftretendes und im Karst versickerndes Gerinne fließt durch einen großen Teil der Höhle. Die relativ hohen Temperaturen im Inneren bedingen eine reichhaltige Höhlenfauna. |         | 28.09.1971 |
| 1    | Datei hochladen | Tausendjährige Linde                                                  | nd381 | St. Lorenz KG: St. Lorenz Standort | Die Sommerlinde am Ufer des Mondsees hatte zum Zeitpunkt der Unterschutzstellung eine Stammhöhe von rund 18 m, einen Stammumfang in 1 m Höhe von 6 m und einen Kronendurchmesser von rund 25 m. Der Stamm teilt sich bereits in geringer Höhe in mehrere stammartige Äste von 0,4 bis 0,8 m Durchmesser. Die Linde soll 1611 als Grenzbaum gepflanzt worden sein, was mit dem geschätzten Alter von 350 Jahren (zum Zeitpunkt der Unterschutzstellung) gut übereinstimmt. |         | 17.11.1987 |
| 1    | Datei hochladen | Eibe bei der Hauskapelle der Forstverwaltung Weißenbach               | nd238 | Steinbach am Attersee KG: Steinbach am Attersee GrStNr: 1463/1 Standort                                                                                               | Die Eibe hatte zum Zeitpunkt der Unterschutzstellung eine Höhe von rund 8 m, einen Stammumfang von rund 2,8 m und einen Kronendurchmesser von rund 9 m. Ihr Alter wurde auf 600 bis 700 Jahre geschätzt, was darauf hindeutet, dass sie in der ersten Rodungsphase im 12./13. Jahrhundert gepflanzt wurde. |         | 24.01.1984 |
| 1    | Datei hochladen | Edelkastanie auf der Pfarrhofwiese                                    | nd242 | Steinbach am Attersee KG: Steinbach am Attersee GrStNr: 936/1; 945/1 Standort                                                                                         | Die Edelkastanie steht frei rund 100 m östlich der Pfarrkirche Steinbach am Attersee. Zum Zeitpunkt der Unterschutzstellung hatte sie eine Stammhöhe von rund 20 m, einen Stammumfang von rund 7,5 m und einen Kronendurchmesser von rund 16 m. Sie gilt als eine der größten Bäume ihrer Art in Oberösterreich. |         | 02.02.1984 |
| 1    | Datei hochladen | 2 Eichen in Tiefgraben                                                | nd466 | Tiefgraben KG: Tiefgraben GrStNr: 955/2 Standort | Die beiden Stieleichen (Quercus robur) wiesen zum Zeitpunkt der Unterschutzstellung einen Stammumfang von 4,8 bzw. 4,1 Meter in einem Meter Höhe auf, waren 25 bzw. 28 Meter hoch und besaßen einen Kronendurchmesser von 20 bzw. 25 Meter. Das Alter der Bäume, die sich in unmittelbarer Nähe des Steinergrabens befinden wurden auf ein Alter von 200 bis 300 Jahre geschätzt. |         | 01.10.1991 |
| 1    | Datei hochladen | Baumgruppe auf den Wieser-Gründen in Tiefgraben                       | nd501 | Tiefgraben KG: Hof GrStNr: 1138/17; 1138/19 Standort | Die Baumgruppe am Rande eines Neubaugebietes besteht aus vier Linden und einer Ulme. Zum Zeitpunkt der Unterschutzstellung hatten die Linden Stammumfänge in 1 m Höhe von 2 bis 3 m, die Ulme einen Stammumfang von 2,4 m. |         | 08.01.1993 |
| 1    | Datei hochladen | Eibe                                                                  | nd416 | Tiefgraben KG: Hof GrStNr: 67 Standort | Die Eibe steht im Randbereich des Ufergehölzes eines Baches und ptägt mit ihrer Größe und Erscheinungsform das Landschaftsbild. Zum Zeitpunkt der Unterschutzstellung hatte sie eine Stammhöhe von 15 m, einen Stammumfang in 1 m Höhe von 1,8 m und einen Kronendurchmesser von 6 m. |         | 20.11.1990 |
| 1    | Datei hochladen | Kapellenlinden                                                        | nd217 | Tiefgraben KG: Hof GrStNr: 16 Standort | Die zwei Sommerlinden stehen zu beiden Seiten einer Kapelle am Westufer des Irrsees. Zum Zeitpunkt der Unterschutzstellung hatten sie Stammhöhen von 30 m, Kronendurchmesser von je 17 m und Stammumfänge in 1 m Höhe von 5,1 bzw. 5,6 m. Die Stämme gabeln sich in 2,5 m Höhe in zwei bzw. drei Hauptäste. |         | 13.10.1983 |
| 1    | Datei hochladen | Franzosen-Linde                                                       | nd420 | Unterach am Attersee KG: Au GrStNr: 1000/1; 1022/2 Standort | Die Sommerlinde neben einer Kapelle hatte zum Zeitpunkt der Unterschutzstellung eine Stammhöhe von rund 25 m, einen Kronendurchmesser von rund 15 m, einen Stammumfang in 1 m Höhe von rund 5 m und ein Alter von rund 200 Jahren. |         | 21.11.1990 |
| 1    | Datei hochladen | Insel in Unterach                                                     | nd571 | Unterach am Attersee KG: Unterach GrStNr: 2/2; 2/3; 2/4 Standort | Die Insel im Mündungsbereich der Seeache in den Attersee stellt den Rest einer ausgedehnten Hartholzau dar. Die Baumschicht besteht aus Schwarzerle, Esche, Feldulme und Bergahorn, die Strauchschicht vorwiegend aus Hainbuche, Liguster, Rotem Hartriegel, Gewöhnlichem Schneeball, Wolligem Schneeball und Brombeeren. Der unmittelbare Ufersaum weist neben den typischen Hartholzauarten auch Vertreter der Verlandungsgesellschaften auf. Der hohe Totholzanteil bietet einen Lebensraum für zahlreiche Tierarten und ist angesichts der intensiv genutzten Umgebung ein wichtiger Ausgleichs- und Retentionsraum.                                     | 0,27 ha | 08.10.1999 |
| 1    | Datei hochladen | Blutbuche                                                             | nd591 | Vöcklabruck KG: Wagrein GrStNr: 595/1 Standort | Die Blutbuche im ehemaligen Park von Schloss Wagrain ist aufgrund ihrer erhöhten Lage weithin sichtbar und landschaftsprägend. Zum Zeitpunkt der Unterschutzstellung hatte sie eine Höhe von rund 25 m und einen Stammumfang in 1 m Höhe von 4,5 m. In rund 4 m Höhe verzweigt sich der Stamm in eine gleichmäßige, spitzförmige Krone mit 18 m Durchmesser. |         | 20.09.2001 |
| 1    | Datei hochladen | Feldahorn in Kirchberg, Gde. Vöcklabruck                              | nd552 | Vöcklabruck KG: Wagrein GrStNr: 2771; 2917/1 Standort | Der Feldahorn hatte zum Zeitpunkt der Unterschutzstellung eine Höhe von rund 17 m, einen Kronendurchmesser von 12 m, einen Stammumfang in 1 m Höhe von 3 m und ein geschätztes Alter von 150 Jahren. Der Baum steht frei an einer Feldweggabelung in einem intensiv landwirtschaftlich genutzten Gebiet. Er ist damit nicht nur landschaftsprägend, sondern dient auch als Anflugsziel und Brutplatz für viele Vögel. |         | 29.10.1996 |
| 1    | Datei hochladen | Lindenallee im Schloßpark Walchen                                     | nd548 | Vöcklamarkt KG: Walchen GrStNr: 8; 477; 479 Standort | Die Allee aus 32 Linden säumt die unbefestigte Zufahrt zum Schloss Walchen am Nordrand des Schlossparks, sie wurde 1822 vom Freiherrn von Walchs gepflanzt. Die Allee ist, obwohl in die Bepflanzung des Schlossparks eingebunden, ein landschaftsprägendes Element mit Kulissenwirkung für das Schloss. Sie hat außerdem eine hohe ökologische Bedeutung für das Bioklima und als Lebensraum und Nahrungsgrundlage für verschiedene Tierarten. |         | 04.12.1995 |
| 1    | Datei hochladen | Kalktuffquelle                                                        | nd641 | Weißenkirchen im Attergau KG: Weissenkirchen GrStNr: 4107; 4108; 4297 Standort                                                                                        | Ein oberhalb entspringender kleiner Bach fließt über eine Geländekante zur Freudenthaler Ache. An der Kante kommt es zu einer mehrere Quadratmeter großen und einige Meter hohen Kalktuffbildung. Das Wasser fließt dabei über einzelne halbrunde Wasserbecken kaskadenartig in die Ache. Da sie nur unter bestimmten Bedingungen (eine kalk- und sauerstoffreiche Quelle in Verbindung mit tuffbildenden Moosen) entstehen können, treten solche Kalktuffquellen in Oberösterreich sehr selten auf. |         | 18.03.2004 |
| 1    | Datei hochladen | Grenzhecke                                                            | nd210 | Weyregg am Attersee KG: Weyregg GrStNr: 1076; 1077; 1079; 1093/1; 1094; 1842/1; 1862/5; 1895/4; 1895/2; 1895/6; 1900/1; 1900/3; 1901/3; 1904; 1842/2; 1901/2 Standort | Die vorwiegend aus Gemeiner Hasel bestehende Hecke zieht sich in zwei Abschnitten mit insgesamt 1250 m Länge vom Talbereich (530 m ü. A.) auf einen nordexponierten Hang bis in rund 640 m Höhe. Die Hecke ist im Schnitt rund 3 m hoch und 2 bis 3 m breit. Die landschaftsprägende Hecke wurde aufgrund ihrer Eigenart und Seltenheit zum Naturdenkmal erklärt. Die Hecke wurde vermutlich zur Hochblüte des Salzhandels in der frühen Neuzeit angelegt, als Haselruten in großer Menge als Fassreifen für die Salzkufen benötigt wurden.Anmerkung: Ein weiteres Teilstück der Hecke befindet sich südlich von Haus Nr. 52                                 |         | 13.09.1983 |
| 1    | Datei hochladen | Ottnangien                                                            | nd397 | Wolfsegg am Hausruck KG: Wolfsegg GrStNr: 3065/3 Standort | Bei dem Naturdenkmal handelt es sich um Schlierschichten, die als Ottnangien namensgebend für eine chronostratigraphische Stufe des Miozäns sind. Die Schichten haben sich in einem Zeitraum von Millionen von Jahren aus Meeresablagerungen gebildet und sind Bestandteil des Molassetroges. Sie sind auch Fundort fossiler Fauna. |         | 05.06.1989 |
| 1    | Datei hochladen | Kapellenlinde bei der Hubertuskapelle                                 | nd245 | Zell am Moos KG: Zell am Moos GrStNr: 344/6 Standort | Die kräftige, jüngere Sommerlinde neben der Hubertuskapelle wurde bei der Bebauung des Gebiets als Gliederungselement erhalten. Zum Zeitpunkt der Unterschutzstellung hatte sie eine Höhe von rund 20 m, einen Kronendurchmesser von 17 m und einen Stammumfang von 2,8 m. |         | 17.02.1984 |

## Ehemalige Naturdenkmäler
| Foto |                 | Name                                  | ID     | Standort                | Beschreibung | Fläche | Datum      |
| ---- | --------------- | ------------------------------------- | ------ | ----------------------- | --- | ------ | ---------- |
| 0    | Datei hochladen | 2 Eschen in Seewalchen                | gnd293 | Seewalchen am Attersee  | Die beiden knapp nebeneinander stehenden Eschen in Buchberg hatten Höhen von rund 18 m, einem Kronendurchmesser von 17 m und Stammdurchmesser von mehr als 1 m. |        |            |
| 0    | Datei hochladen | Buche in Innerschwand                 | gnd273 | Innerschwand am Mondsee | Die dreistämmige Buche stand oberhalb des Seehofes Au am Mondsee. Sie hatte eine Höhe von mehr als 20 m und einen Stammumfang von mehr als 5 m. |        |            |
| 0    | Datei hochladen | Franzosenlinde                        | gnd282 | Oberwang                | Die Linde neben der Kirche im Zentrum von Oberwang wurde 1809 anlässlich des Abzugs der Franzosen und des Sieges bei der Schlacht von Aspern gepflanzt. Sie hatte eine Höhe von rund 15 m, einen Kronendurchmesser von 15 m und einen Stammumfang in 1 m Höhe von 4,2 m. |        |            |
| 0    | Datei hochladen | Linde am Kalvarienberg in Vöcklamarkt | gnd201 | Vöcklamarkt             | Die Linde unmittelbar westlich der obersten Kreuzwegkapelle hatte eine Höhe von rund 18 m, einen Kronendurchmesser von 12 m und einen Stammumfang von 4,2 m. |        |            |
| 0    | Datei hochladen | Linde in Litzlberg                    | gnd424 | Seewalchen am Attersee  | Die Sommerlinde auf dem Gelände des Freibades Litzlberg hatte zum Zeitpunkt der Unterschutzstellung eine Höhe von rund 25 m, einen Kronendurchmesser von 20 m und einen Stammumfang von 3,9 m.                                                                           |        |            |
| 0    | Datei hochladen | Rosskastanie                          | gnd255 | Vöcklabruck             | Die Rosskastanie im Hof der Feilenfabrik Braun hatte zum Zeitpunkt der Unterschutzstellung eine Höhe von rund 20 m, einen Kronendurchmesser von 17 m und einen Stammumfang von 4,6 m.                                                                                    |        |            |
| 0    | Datei hochladen | Rotbuche                              | gnd123 | Vöcklamarkt             | Die Rotbuche im Schlosspark Walchen war mit einer Höhe von rund 30 m, einem Kronendurchmesser von 25 m und einem Stammumfang von 5,2 m eine der größten und stärksten Buchen Oberösterreichs. Ihr Alter wurde auf rund 250 bis 300 Jahre geschätzt.                      |        |            |
| 0    | Datei hochladen | Rotbuche                              | gnd196 | Weyregg am Attersee     | Die rund 300 Jahre alte Rotbuche stand am Rande einer Lichtung am Gahberg. Mit einer Höhe von rund 30 m, einem Kronendurchmesser von 25 m und einem Stammumfang von 6,3 m war sie einer der am besten entwickelten und schönsten Bäume in weiter Umgebung.               |        |            |
| 0    | Datei hochladen | Rotbuche in Klanigen                  | gnd462 | Frankenmarkt            | |        |            |
| 0    | Datei hochladen | Ulme in Seewalchen                    | gnd429 | Seewalchen am Attersee  | Die Ulme, an der ein Marienbild angebracht war, musste 2002 aufgrund ihres schlechten Zustands gefällt werden. |        | 05.03.1991 |
| 0    | Datei hochladen | Weide                                 | gnd132 | Nußdorf am Attersee     | Die Silberweide stand rund 250 m nördlich der Anlegestelle Nußdorf am Ufer des Attersees. Sie hatte eine Höhe von rund 23 m, einen Kronendurchmesser von 20 m und einen Stammumfang von 5,6 m.                                                                           |        |            |

| Foto:                    | Fotografie des Naturdenkmals. Klicken des Fotos erzeugt eine vergrößerte Ansicht. Daneben finden sich zwei Symbole: \| Weitere Bilder vorhanden \| Das Symbol bedeutet, dass weitere Fotos des Objekts verfügbar sind. Durch Klicken des Symbols werden sie angezeigt. \| \| Eigenes Foto hochladen \| Durch Klicken des Symbols können weitere Fotos des Objekts in das Medienarchiv Wikimedia Commons hochgeladen werden. \| |
| Name:                    | Bezeichnung des Naturdenkmals laut offiziellen Quellen |
| ID                       | Identifikator |
| Standort:                | Es ist die Gemeinde und falls vorhanden die Adresse angegeben. Darunter sind die Katastralgemeinde (KG) und die Grundstücksnummer angeführt. Durch Aufruf des Links Standort wird die Lage des Denkmals in verschiedenen Kartenprojekten angezeigt. |
| Beschreibung             | Kurze Beschreibung des Naturdenkmals |
| Fläche                   | Fläche des Naturdenkmals in Hektar (ha) |
| Datum                    | Datum oder Jahr der Unterschutzstellung |
| Weitere Bilder vorhanden | Das Symbol bedeutet, dass weitere Fotos des Objekts verfügbar sind. Durch Klicken des Symbols werden sie angezeigt. |
| Eigenes Foto hochladen   | Durch Klicken des Symbols können weitere Fotos des Objekts in das Medienarchiv Wikimedia Commons hochgeladen werden. |